# Campionati sudafricani di ciclismo su strada
I Campionati sudafricani di ciclismo su strada sono la manifestazione annuale di ciclismo su strada che assegna i titoli di campione e campionessa del Sudafrica nelle due specialità della corsa in linea e della cronometro. I vincitori hanno il diritto di indossare per un anno la maglia di campione sudafricano.

## Campioni in carica
| Uomini Elite | Uomini Elite     |
| ------------ | ---------------- |
| In linea     | Daniyal Matthews |
| Cronometro   | Alan Hatherly    |
| Donne Elite  |                  |
| In linea     | S'annara Grove   |
| Cronometro   | Lucy Young       |

## Albo d'oro

### Titoli maschili
Aggiornato all'edizione 2025.
| Anno | Vincitore                   | Secondo                     | Terzo                       |
| ---- | --------------------------- | --------------------------- | --------------------------- |
| 1995 | Malcolm Lange               | -                           | -                           |
| 1996 | Non organizzata             | Non organizzata             | Non organizzata             |
| 1997 | Rodney Green                | Jac-Louis Van Wijk          | Jacques Fullard             |
| 1998 | Simon Kessler               | Jacques Fullard             | Malcolm Lange               |
| 1999 | Malcolm Lange               | Rudolf Wentzel              | Jacques Fullard             |
| 2000 | Simon Kessler               | Kosie Loubser               | Rudolf Wentzel              |
| 2001 | Jacques Fullard             | Simon Kessler               | Owen Hannie                 |
| 2002 | Tiaan Kannemeyer            | Ryan Cox                    | Morné Bester                |
| 2003 | David George                | Malcolm Lange               | Rodney Green                |
| 2004 | Ryan Cox                    | David George                | Nicholas White              |
| 2005 | Ryan Cox                    | Tiaan Kannemeyer            | Rodney Green                |
| 2006 | Jacques Fullard             | Darren Lill                 | David George                |
| 2007 | Malcolm Lange               | David George                | Neil MacDonald              |
| 2008 | Ian Mcleod                  | Jacques Janse van Rensburg  | Waylon Woolcock             |
| 2009 | Jamie Ball                  | Daryl Impey                 | Kosie Loubser               |
| 2010 | Christoff van Heerden       | Nicholas White              | James Lewis Perry           |
| 2011 | Darren Lill                 | Burry Stander               | Christoff van Heerden       |
| 2012 | Robert Hunter               | Reinardt Janse van Rensburg | Johann Rabie                |
| 2013 | Jay Robert Thomson          | Louis Meintjes              | Johann Rabie                |
| 2014 | Louis Meintjes              | Daryl Impey                 | Jay Robert Thomson          |
| 2015 | Jacques Janse van Rensburg  | Daryl Impey                 | Jayde Julius                |
| 2016 | Jaco Venter                 | Stefan de Bod               | Reinardt Janse van Rensburg |
| 2017 | Reinardt Janse van Rensburg | Stefan de Bod               | Willie Smit                 |
| 2018 | Daryl Impey                 | Reinardt Janse van Rensburg | Jason Oosthuizen            |
| 2019 | Daryl Impey                 | Ryan Gibbons                | Stefan de Bod               |
| 2020 | Ryan Gibbons                | Daryl Impey                 | Jayde Julius                |
| 2021 | Marc Pritzen                | Willie Smit                 | Nickolas Dlamini            |
| 2022 | Reinardt Janse van Rensburg | Willie Smit                 | Marc Pritzen                |
| 2023 | Travis Stedman              | Reinardt Janse van Rensburg | Gert Heyns                  |
| 2024 | Ryan Gibbons                | Tristan Nortje              | Morné Van Niekerk           |
| 2025 | Daniyal Matthews            | Casper Kruger               | Daniel Loubser              |

| Anno | Vincitore                   | Secondo                     | Terzo                       |
| ---- | --------------------------- | --------------------------- | --------------------------- |
| 1997 | Malcolm Lange               | Christopher Mountjoy        | Douglas Ryder               |
| 1998 | Malcolm Lange               | Simon Kessler               | Nicholas White              |
| 1999 | Morné Bester                | Simon Kessler               | Rudolf Wentzel              |
| 2000 | Robert Hunter               | David George                | Simon Kessler               |
| 2001 | David George                | Ryan Cox                    | Nicholas White              |
| 2002 | James Lewis Perry           | Nicholas White              | Ryan Cox                    |
| 2003 | Jeremy Maartens             | David George                | Nicholas White              |
| 2004 | David George                | Tiaan Kannemeyer            | Nicholas White              |
| 2005 | Tiaan Kannemeyer            | Ryan Cox                    | David George                |
| 2006 | David George                | Nicholas White              | Alex Pavlov                 |
| 2007 | David George                | James Lewis Perry           | Nicholas White              |
| 2008 | James Lewis Perry           | Nicholas White              | Kevin Evans                 |
| 2009 | Jaco Venter                 | David George                | James Lewis Perry           |
| 2010 | Kevin Evans                 | James Lewis Perry           | Jaco Venter                 |
| 2011 | Daryl Impey                 | Jay Robert Thomson          | Darren Lill                 |
| 2012 | Reinardt Janse van Rensburg | Jay Robert Thomson          | Johann Rabie                |
| 2013 | Daryl Impey                 | Jay Robert Thomson          | Johann Rabie                |
| 2014 | Daryl Impey                 | Jay Robert Thomson          | Louis Meintjes              |
| 2015 | Daryl Impey                 | Reinardt Janse van Rensburg | Louis Meintjes              |
| 2016 | Daryl Impey                 | Reinardt Janse van Rensburg | Johann van Zyl              |
| 2017 | Daryl Impey                 | Willie Smit                 | Reinardt Janse van Rensburg |
| 2018 | Daryl Impey                 | Ryan Gibbons                | Rohan du Plooy              |
| 2019 | Daryl Impey                 | Stefan de Bod               | Louis Meintjes              |
| 2020 | Daryl Impey                 | Stefan de Bod               | Kent Main                   |
| 2021 | Ryan Gibbons                | Matthew Beers               | Kent Main                   |
| 2022 | Byron Munton                | Kent Main                   | Brandon Downes              |
| 2023 | Stefan de Bod               | Alan Hatherly               | Brandon Downes              |
| 2024 | Ryan Gibbons                | Alan Hatherly               | Brandon Downes              |
| 2025 | Alan Hatherly               | Stefan de Bod               | Brandon Downes              |

### Titoli femminili
Aggiornato all'edizione 2025.
| Anno | Vincitrice                 | Seconda                        | Terza                      |
| ---- | -------------------------- | ------------------------------ | -------------------------- |
| 1996 | Anke Erlank                | Erica Green                    | -                          |
| 1997 | Non organizzata            | Non organizzata                | Non organizzata            |
| 1998 | Anriette Schoeman          | Magdalena Day                  | Ronel Van Wyk              |
| 1999 | Ronel Van Wyk              | Rebecca Stamp                  | Tracey Jordaan             |
| 2000 | Anriette Schoeman          | Ronel Van Wyk                  | Annelise Stander           |
| 2001 | Anriette Schoeman          | Ronel Van Wyk                  | Dalena Nel                 |
| 2002 | Anriette Schoeman          | Ronel Van Wyk                  | Thea Barkhuizen            |
| 2003 | Anriette Schoeman          | Ronel Van Wyk                  | Altie Pienaar              |
| 2004 | Anriette Schoeman          | Ronel Van Wyk                  | Chrissie Viljoen           |
| 2005 | Ronel Van Wyk              | Anriette Schoeman              | Anke Erlank                |
| 2006 | Anriette Schoeman          | Marissa Stander                | Liezl Weideman             |
| 2007 | Ronel Van Wyk              | Marissa Stander                | Anriette Schoeman          |
| 2008 | Cherise Taylor             | Robyn De Groot                 | Elzette Visagie            |
| 2009 | Lynette Burger             | Ashleigh Moolman               | Cherise Taylor             |
| 2010 | Cherise Taylor             | Anriette Schoeman              | -                          |
| 2011 | Marissa Stander            | Robyn De Groot                 | Cherise Taylor             |
| 2012 | Ashleigh Moolman           | Lise Olivier                   | Joanna van de Winkel       |
| 2013 | Ashleigh Moolman           | An-Li Pretorius                | Lise Olivier               |
| 2014 | Ashleigh Moolman           | Cherise Taylor-Stander         | Heidi Dalton               |
| 2015 | Ashleigh Moolman           | An-Li Kachelhoffer             | Lynette Burger             |
| 2016 | An-li Kachelhoffer         | Lise Olivier                   | Anriette Schoeman          |
| 2017 | Heidi Dalton               | An-li Kachelhoffer             | Ashleigh Moolman           |
| 2018 | Carla Oberholzer           | Joanna Van De Winkel-Hotchkiss | Maroesjka Matthe           |
| 2019 | Ashleigh Moolman           | Juanita Venter                 | Joanna van de Winkel       |
| 2020 | Ashleigh Moolman           | Carla Oberholzer               | Maroesjka Matthe           |
| 2021 | Hayley Preen               | Carla Oberholzer               | Frances Janse van Rensburg |
| 2022 | Frances Janse van Rensburg | Hayley Preen                   | Carla Oberholzer           |
| 2023 | Frances Janse van Rensburg | Cherise Willeit                | Candice Lill               |
| 2024 | Carla Oberholzer           | Hayley Preen                   | S'Annara Grove             |
| 2025 | S'annara Grove             | Hayley Preen                   | Tiffany Keep               |

| Anno | Vincitrice            | Seconda                   | Terza                      |
| ---- | --------------------- | ------------------------- | -------------------------- |
| 1998 | Magdalena Day         | Annelie Colyn             | Erica Green                |
| 1999 | Ronel Van Wyk         | Tracey Jordaan            | Christine Strydom          |
| 2000 | Ronel Van Wyk         | Annelise Stander          | Frederika Frick            |
| 2001 | Ronel Van Wyk         | Adriana Fouche            | Thea Barkhuizen            |
| 2002 | Ronel Van Wyk         | Adele Jansen-Van Vuuren   | Diana McPherson            |
| 2003 | Ronel Van Wyk         | Nicolene Schepers         | Engela Conradie            |
| 2004 | Anke Erlank           | Altie Pienaar             | Ronel Van Wyk              |
| 2005 | Anke Erlank           | Ronel Van Wyk             | Altie Pienaar              |
| 2006 | Cassandra Slingerland | Lynette Jansen-Van Vuuren | Samantha Oosthuysen        |
| 2007 | Ronel Van Wyk         | Millecia Munro            | Marissa Stander            |
| 2008 | Marissa Stander       | Cassandra Slingerland     | Lynette Burger             |
| 2009 | Cassandra Slingerland | Lynette Burger            | Marissa Stander            |
| 2010 | Cassandra Slingerland | Lylanie Lauwrens          | Carla Swart                |
| 2011 | Cherise Taylor        | Ashleigh Moolman          | Cassandra Slingerland      |
| 2012 | Cherise Taylor        | Ashleigh Moolman          | An-Li Pretorius            |
| 2013 | Ashleigh Moolman      | Leezaan Hinrichsen        | Lise Olivier               |
| 2014 | Ashleigh Moolman      | Heidi Dalton              | Leandri Du Toit            |
| 2015 | Ashleigh Moolman      | Cherise Stander           | Heidi Dalton               |
| 2016 | Juanita Venter        | Samantha Sanders          | Cassandra Slingerland      |
| 2017 | Ashleigh Moolman      | Juanita Venter            | Brittany Petersen          |
| 2018 | Liezel Jordaan        | Michelle Benson           | Yzette Oelofse             |
| 2019 | Liezel Jordaan        | Zanri Rossouw             | Juanita Venter             |
| 2020 | Ashleigh Moolman      | Carla Oberholzer          | Frances Janse van Rensburg |
| 2021 | Candice Lill          | Carla Oberholzer          | Zanri Rossouw              |
| 2022 | Carla Oberholzer      | Zanri Rossouw             | Dunette Shaw               |
| 2023 | Zanri Rossouw         | Hayley Preen              | S'annara Grove             |
| 2024 | Hayley Preen          | Emma Pallant              | Lucy Young                 |
| 2025 | Lucy Young            | Hayley Preen              | Zanri Rossouw              |